# Sylvain Bellemare
Sylvain Bellemare (Montreal, 10 de fevereiro de 1968) é um sonoplasta e diretor de som canadense.
Recebeu o Oscar de melhor edição de som na cerimônia de 2017 pelo filme Arrival. Destacou-se também por trabalhar em Incendies e C'est pas moi, je le jure!.